# Heterosminthurus
Genre
Heterosminthurus est un genre de collemboles de la famille des Bourletiellidae.

## Liste des espèces
Selon Checklist of the Collembola of the World (version du 13 août 2019) :
- Heterosminthurus aquaticus (Maynard, 1951)
- Heterosminthurus bilineatus (Bourlet, 1842)
- Heterosminthurus borealis Bretfeld & Zoellner, 2000
- Heterosminthurus chaetocephalus Hüther, 1971
- Heterosminthurus claviger (Gisin, 1958)
- Heterosminthurus diffusus (Gisin, 1962)
- Heterosminthurus dreisbachi (Snider, 1969)
- Heterosminthurus ihu Christiansen & Bellinger, 1992
- Heterosminthurus insignis (Reuter, 1876)
- Heterosminthurus kiianus Yoshii & Sawada, 1997
- Heterosminthurus koontzi Snider & Calandrino, 1987
- Heterosminthurus linnaniemii (Stach, 1920)
- Heterosminthurus multiornatus Bretfeld & Zoellner, 2000
- Heterosminthurus nonlineatus (Gisin, 1946)
- Heterosminthurus novemlineatus (Tullberg, 1871)
- Heterosminthurus nymphes Yosii, 1970
- Heterosminthurus pirika Yosii, 1972
- Heterosminthurus punctatus Bretfeld, 1996
- Heterosminthurus putoranae Bretfeld, 2000
- Heterosminthurus quadristrigatus Bretfeld, 2000
- Heterosminthurus setiger Gisin, 1961
- Heterosminthurus stebaevae Bretfeld, 1996
- Heterosminthurus umbonicus Bretfeld, 2000
- Heterosminthurus undulans Yosii & Lee, 1963
- Heterosminthurus undulatus (Hammer, 1953)

## Publication originale
- Stach, 1955 : A new genus Andiella n. g. from the Andes, and revision of the genera of the tribe Bourletiellini Born. (Collembola). Annales Zoologici Warszawa, vol. 16, p. 51-60.